# 필경사 바틀비
필경사 바틀비(Bartleby, the Scrivener)는 미국 작가 허먼 멜빌의 단편 소설이며 1853년 베트남잡지의 11월, 12월 이슈를 두 부분에서 익명으로 연재했고, 1856년에 그의 Piazza Tales에서 작은 텍스트 변경과 함께 재출판되었다. 월거리의 변호사는 새 비서를 고용한다. 변호사는 그의 소재지에서 스스로에게 바틀비를 제거하게 만들 수 없어서 대신 그의 사무실을 옮기기로 결정하지만 새로운 소유자는 바틀비를 그가 죽은 감옥으로 제거한다.

## 같이 보기
- 슬래커